# 似島
似島（にのしま）とは、瀬戸内海の広島湾に浮かぶ島。行政区分としては広島県広島市南区似島町に属し、市域の最南端に位置する。広島市内の島としては最も大きい。2018年6月末時点の人口は797人、世帯数は498世帯。郵便番号は734-0017。

## 地理

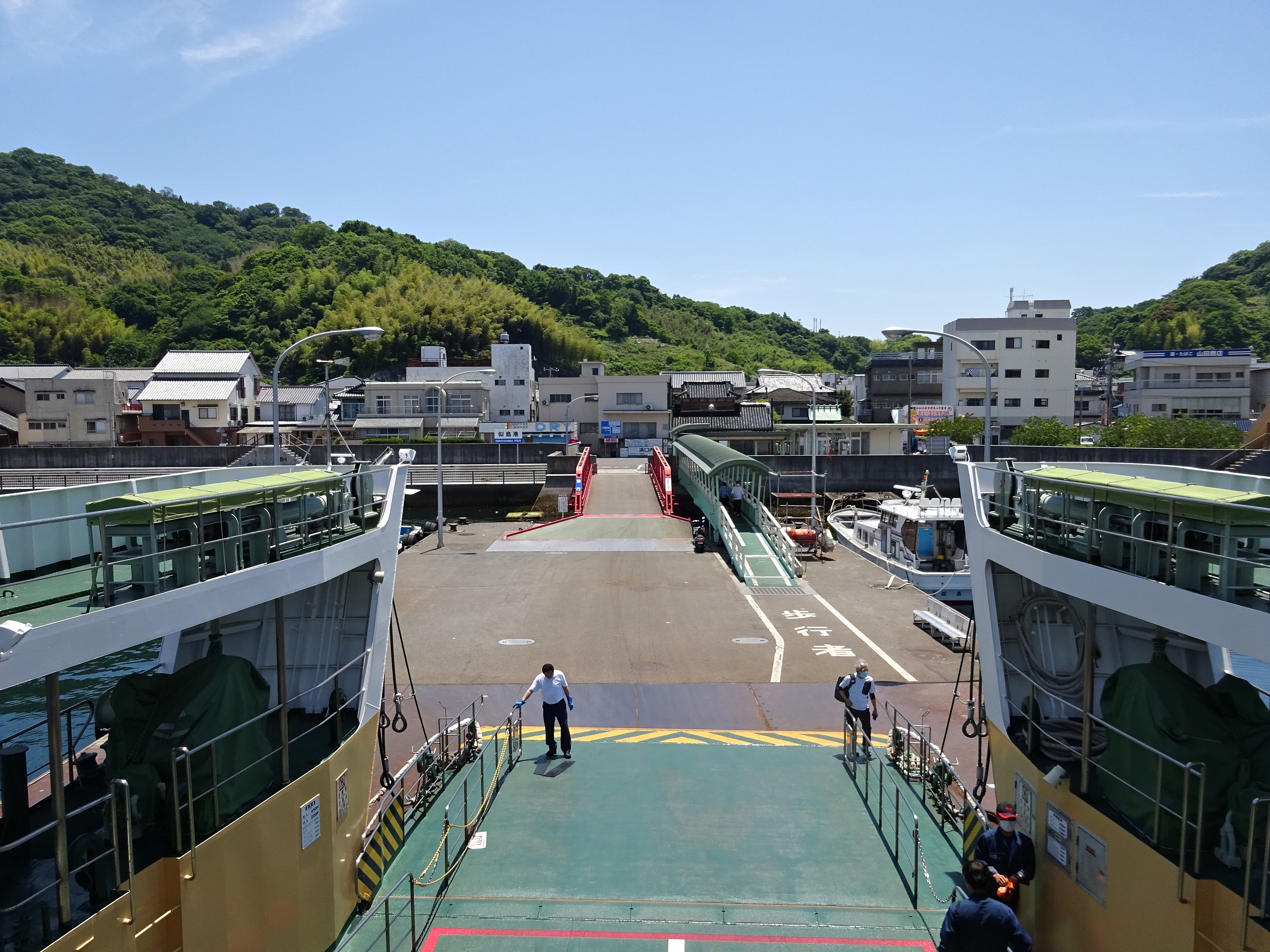
似島港

広島港の南、約3kmに位置する。島の北側には安芸小富士（あきのこふじ）と呼ばれる山（標高278m）があり、広島市街や広島湾岸からも望むことができる。また、中区富士見町は、この安芸小富士が綺麗に見えるところから、その名が付いたという。
島には平地が少なく、山がちである。南側には天然の砂浜と干潟がある。

## 歴史
江戸時代には、荷継ぎの港として栄え「荷の島」と呼ばれていた。これは、広島湾が遠浅で、大きな船舶が岸まで入れなかったためで、一度似島に荷を下ろし、そこからより小さな船で本土へと運んでいたという。古い文献では「二の島」「見の島」「似の嶋」「箕島」などの表記も見られるが、後に「富士山に似た山のある島」から来ているといわれる似島の表記が定着する。
行政区分上は江戸時代から1929年に至るまで安芸郡仁保島村（のち仁保村）に属していた。1929年に仁保村が広島市に編入合併されて以降は「仁保町」の一部であり、1933年に仁保町から分離して「似島町」が新設され現在に至っている。
日清戦争の帰還兵の検疫のため1895年に陸軍の似島検疫所が置かれ、第二次世界大戦終了直後まで使用され、現在でも石積桟橋、軍馬焼却炉などの当時の軍事施設の遺構が残っている。日露戦争、第一次世界大戦当時は検疫所内に捕虜収容所も併設された。第一次大戦時に収容されていたドイツ人捕虜カール・ユーハイムが、収容中に日本初のバウムクーヘンを焼いたというエピソードがあり、日本におけるバウムクーヘン発祥の地といわれる。
1945年、広島市への原子爆弾投下後には、検疫所が臨時の野戦病院として使用され、1万人とも言われる被災者が似島に運び込まれた。島に埋められた死者も多く、2018年時点も遺骨の発掘が行われている。慰霊碑も設置されている。検疫所跡地には、原爆投下により生じた戦災孤児、戦災浮浪児に対する福祉を目的とした似島学園が設立されている。
また、早い時期からサッカーが盛んに行われた場所でもある。1919年には、第一次世界大戦で日本軍の捕虜となり、島内の似島検疫所に収容されていたドイツ人と広島高等師範学校（現：広島大学教育学部）学生による親善試合が広島市内で行われ、これが「日本で初めてのサッカー国際試合」とも言われる。1954年には似島中学校教師であった渡部英麿が全日本（現在のサッカー日本代表）に選ばれている。似島中学校は広島サッカー界でも古豪として知られ、1970年には第1回全国中学校サッカー大会で準優勝している。

## 交通
本州や他の島との間に橋などはなく、船舶による連絡に依存する。島の西側、家下（やじた）地区に「似島港（似島桟橋）」、東側の長谷地区にある似島学園前に「似島学園前桟橋」があり、似島汽船とバンカー・サプライが広島港との間に定期航路を運航している。
- 似島汽船

1日13往復運航のカーフェリー。島の西側にある「似島港」と広島港（県営桟橋）とを往復し、所要時間は直行で約20分。ただし、「似島学園前桟橋」を経由する便（1日3便）では、計約50分。
- バンカー・サプライ

1日11往復運航の高速船。島の東側にある「似島学園前桟橋」と広島市営桟橋を往復し、所要時間は約15分。
島内にはバスやタクシーなどの交通機関はない。似島港近隣にて自転車の貸し出しが行われている。外周道路の南側を除く多く道路は車両の通行ができなくなっている。また、島内には信号機が一つも設置されていない。

## 経済

### 観光
魚釣り、潮干狩り、海水浴、みかん狩りなど。

#### 名所・旧跡
- 安芸小富士 - 富士山のような形から名がついた。山頂からは広島市中心部が一望できる。
- 荒神社 - 1749年に海上の安全と家内の安全を祈念して建立された。
- 浜の宮（胡子神社） - 家下地区の桟橋の近くにある小さなお宮。林勝見の作品。
- ウエルカム似島 - 似島の交流拠点。自転車や釣り竿がレンタルできる。
- 広島市似島歓迎交流センター（旧：広島市似島臨海少年自然の家） - 陸軍第二検疫所跡地。広島市似島臨海少年自然の家として運営されていたが、再整備のため閉所し、2024年3月に広島市似島歓迎交流センターとしてリニューアルオープンした[7][8]。
- 似島臨海公園 - 似島歓迎交流センターと同じ敷地内にあり、グラウンド、フィールドアスレチック、展望広場、テニスコートなどがある[7]。
- 似島慰霊碑 - 被爆後、似島に運ばれ亡くなったかたの霊が眠る。
- 似島平和資料館 - （ページを参照）
- 平和の散歩道 - 似島学園と慰霊碑を結ぶ道。
- 軍用桟橋跡 - 島内各地に軍用桟橋が残る。
- 後藤新平の像 - 像は1938年に造られた後、金属類回収令を避けるために3分割して防空壕に保管されていた時期もあり、1992年に似島学園内に移設・建立された[9]。その後、2024年に後藤新平像は海岸沿いへ移設され、その際に説明板が新たに設けられた[10]。
- 旧宇品駅のプラットフォームとトロッコレール - 日本一長いといわれた宇品駅のホームの一部と、似島の陸軍のトロッコレールが平和養老館前に展示してある。
- デコサンの石
- 旧陸軍運輸部馬匹検疫所焼却炉の遺構 - 似島の住宅用地内で1990年に発掘された旧陸軍運輸部馬匹検疫所（軍馬の検疫、消毒を行う場所）の焼却炉を移設したもの。
- 平和観音
- 平和地蔵尊
- バームクーヘン伝来の地 - 説明板がある。
- 似島忠魂碑 - 1922年建立。
- 似島分会長天野靖碑 - 1935年建立。
- 一億一心碑 - 似島学園内にある。
- くすのきじいさん - 樹齢100年を超えるクスノキ。臨海公園内にある。戦争のころから生きており、戦争で苦しんでいる人をみて涙を流したという。
- 向井先生顕彰碑 - 広島平和養老館の理事長の向井佐歳先生をたたえるため、養老館の前に建てられている。
- 原爆被爆者診療の地の碑 - 平和養老館前に建立されている[11][12]。

### 産業
かつて砂利運搬船の保有数が日本で最も多かったほど砂利採取運搬が盛んであった。
漁業では牡蛎養殖が盛んで、島を取り巻くように数百の牡蛎筏が浮かべられている。ナマコ、タコ、メバルなどの沿岸漁業も行われる。

## 島内の地名

### 集落名
- 似島町
- 家下
- 信谷
- 大黄
- 長谷

### その他の地名
- 安芸小富士（278m）
- 下高山（203m）
- 地獄鼻‐最東端
- 外方鼻

## 文化

### 歌
- 「似島」 ‐ 原水禁少年少女の集い実行委員会がつくった。
- 組曲「似島は」 ‐ 大西進が作曲。
- 盆踊りの口説歌
- 磯節の替え歌 ‐ 似島の各地名が入れてある[11]。

### 方言
- ぎじく（壊す）
- うたてえのお（役に立たない）
- ええきび（ざまあみろ）
- うら（自分）
- わりゃー（あなた）[11]

### 舞台
以下の作品の舞台となった。
- 映画『原爆の子』（新藤兼人監督、1952年）[13]
- 映画『ふろたき大将』（関川秀雄監督、1954年）[11][13]
- フランス映画『なつのひかり』（ジャン・ガブリエル・ペリオ監督、2016年）[13]
- 映画『朝が来る』（河瀨直美監督、2020年）[13]

### グループ
- 似島コミュニティ交流協議会
- ニノシマボタルを育てる里人の会[11]